# Alekszandr Pavlovics Nyemtyin
Alekszandr Nyemtyin, teljes nevén Alekszandr Pavlovics Nyemtyin (oroszul: Александр Павлович Немтин), (Perm, 1936. július 13. – Moszkva, 1999. február 2.) szovjet–orosz zeneszerző. Életének nagy részében Alekszandr Szkrjabin vázlatokban hagyott Misztérium tervének megvalósításával foglalkozott.

## Élete és művei
Nyemtyin fiatalon zongorázni tanult, majd a Moszkvai Konzervatórium diákja volt. Mestere Mihail Csulaki volt. 1949-től adta elő saját szerzeményeit. 1954-től Permben működött zenészként. Az 1970-es években kezdett foglalkozni Szkrjabin befejezetlen Misztérium-ával. Több, mint 26 éven át tanulmányozta a fél évszázados jegyzeteket, és egy három részből álló nagy zeneművet alkotott belőle: az Univerzum-ot (1971), az Emberiség-et (1980), és az Átváltozás-t (1996). Mindhárom darabhoz a nagyzenekaron kívül kórust, szóló- és színes zongorát, illetve orgonát írt elő. A teljes alkotást egyben először 1997-ben mutatták be Helsinkiben.
Ezekkel párhuzamosan több más zeneművet (2 szimfóniát, 2 zongoraszonátát és több dalciklust) is készített, illetve Szkrjabin befejezetlen korai operáját, a Kęstutis és Birutė-t is rekonstruálta, illetve a Nüanszok című balettzenét is rendezte Szkrjabin 14 kései zongoradarabja alapján. 
Nyemtyin 1999-ben hunyt el Moszkvában 62 éves korában.

## Egyéb
- A Misztérium a Youtube-on

## Fordítás
- Ez a szócikk részben vagy egészben  az   Alexander Pawlowitsch Nemtin című német Wikipédia-szócikk fordításán alapul.  Az eredeti cikk szerkesztőit annak laptörténete sorolja fel. Ez a jelzés csupán a megfogalmazás eredetét és a szerzői jogokat jelzi, nem szolgál a cikkben szereplő információk forrásmegjelöléseként.